# Алдерсон, Кристен
Кристен Алдерсон (англ. Kristen Alderson; род. 29 мая 1991, Бакс, Пенсильвания) — американская актриса мыльных опер, а также певица. Алдерсон начала свою карьеру в шестилетнем возрасте, когда получила роль Старр Мэннинг в мыльной опере «Одна жизнь, чтобы жить». Когда мыло было закрыто в 2012 году, Алдерсон присоединилась к «Главный госпиталь», в этой же роли. В 2013 году она выиграла Дневную премию «Эмми» за свою роль в «Главном госпитале». В январе 2015 года, после семнадцати лет в мыльных операх, Алдерсон решила покинуть дневной эфир.
Её младший брат Эдди Алдерсон тоже актёр.

## Мыльные оперы
| Год               | Название на русском    | Название на английском | Роль                       | Примечания |
| ----------------- | ---------------------- | ---------------------- | -------------------------- | --- |
| 1998-2012         | Одна жизнь, чтобы жить | One Life to Live       | Старр Мэннинг              | Регулярная роль Премия «Дайджеста мыльных опер» лучшему подростку (2005) Номинация — Премия «Молодой актёр» лучшей молодой актрисе (2003, 2008, 2009)                                    |
| 2012-13 2013—2015 | Главный госпиталь      | General Hospital       | Старр Мэннинг Кики Джероми | Регулярная роль Дневная премия «Эмми» лучшей молодой актрисе в драматическом сериале (2013) Номинация — Дневная премия «Эмми» лучшей молодой актрисе в драматическом сериале (2014-2015) |